# Cristianismo en el siglo XX
El cristianismo del siglo XX se caracterizó por la aceleración de la secularización de la sociedad occidental, que había comenzado en el siglo XIX, y por la expansión del cristianismo a regiones no occidentales del mundo.
El  ecumenismo cristiano creció en importancia, comenzando en la Conferencia Misionera Mundial en 1910 en Edimburgo, y se aceleró después del Concilio Vaticano II de la Iglesia católica, el Movimiento litúrgico llegó a ser significativo tanto en el cristianismo católico como en el protestante, especialmente en el anglicanismo.
Al mismo tiempo, el ateísmo promovido por el Estado en comunista Europa del Este y la Unión Soviética trajo persecución a muchos  ortodoxos orientales y otros cristianos. Muchos ortodoxos llegaron a Europa Occidental y América, lo que provocó un gran aumento del contacto entre el occidental y el cristianismo oriental. Sin embargo, la asistencia a la iglesia disminuyó más en Europa Occidental que en Oriente.
La Iglesia católica instituyó muchas reformas para modernizarse. Los misioneros católicos y  protestantes también hicieron incursiones en Asia oriental, aumentando su presencia y actividad en Corea, China continental, Taiwán y Japón.

## La doctrina social católica

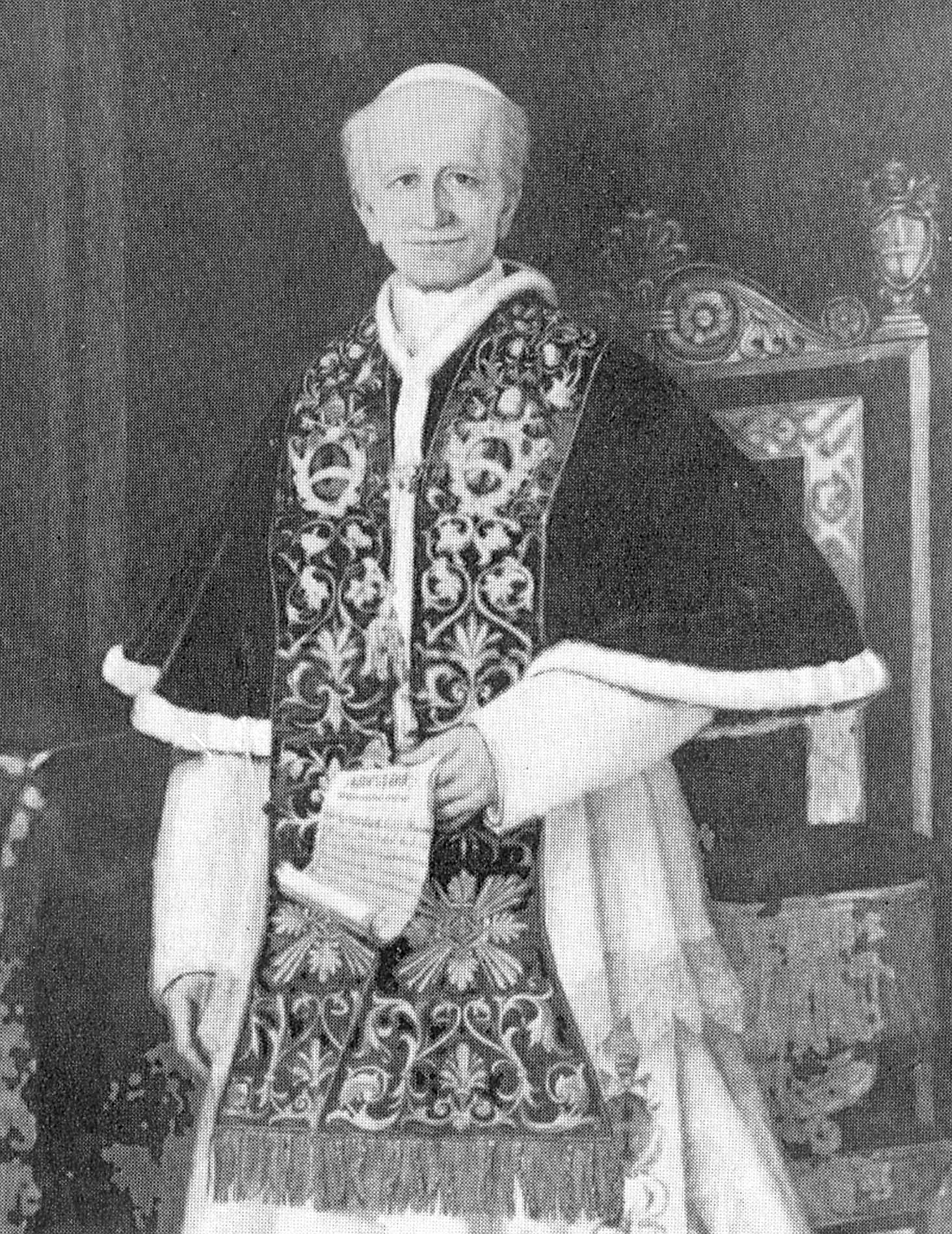
En 1891 el Papa León XIII publicó la Rerum novarum en la que la Iglesia definía la dignidad y los derechos de los trabajadores industriales

.

### Rerum novarum
La Revolución industrial trajo consigo muchas preocupaciones por el deterioro de las condiciones de trabajo y de vida de los trabajadores urbanos. Influenciado por el obispo alemán Wilhelm Emmanuel Freiherr von Ketteler, en 1891 el Papa León XIII publicó la encíclica Rerum novarum, titulada "Sobre el capital y el trabajo". Esta encíclica contextualizaba la doctrina social católica en términos que rechazaban el socialismo pero abogaban por la regulación de las condiciones de trabajo. Rerum novarum defendía el establecimiento de un salario digno y el derecho de los trabajadores a formar sindicatoss.
En Rerum novarum, León XIII expuso la respuesta de la Iglesia católica a la inestabilidad social y a los conflictos laborales que habían surgido a raíz de la industrialización y que habían conducido al auge del socialismo. El Papa enseñó que el papel del Estado es promover la justicia social mediante la protección de los derechos, mientras que la Iglesia debe pronunciarse sobre las cuestiones sociales para enseñar principios sociales correctos y garantizar la armonía entre las clases. Reafirmó la antigua doctrina de la Iglesia sobre la importancia crucial de los derechos de propiedad privada, pero reconoció, en uno de los pasajes más conocidos de la encíclica, que el libre funcionamiento de las fuerzas del mercado debe estar atemperado por consideraciones morales:

Que el obrero y el empresario pacten libremente, y en particular que pacten libremente el salario; sin embargo, subyace un dictado de justicia natural más imperioso y antiguo que cualquier pacto entre hombre y hombre, a saber, que el salario no debe ser insuficiente para mantener a un asalariado frugal y bien educado. Si, por necesidad o por temor a un mal mayor, el obrero acepta condiciones más duras porque el patrono o el contratista no le ofrecen mejores, se le hace víctima de la fuerza y de la injusticia.

Rerum novarum es notable por su vívida descripción de la difícil situación de los pobres urbanos de finales del siglo XIX y por su condena del capitalismo sin restricciones. Entre los remedios que prescribía figuraban la formación de sindicatos y la introducción de la negociación colectiva, en particular como alternativa a la intervención estatal. Rerum novarum también reconocía que los pobres tienen un estatus especial en la consideración de las cuestiones sociales: el principio católico moderno de la "opción preferencial por los pobres" y la noción de que Dios está de parte de los pobres encontraron su primera expresión en este documento.

### Quadragesimo anno
Cuarenta años después de Rerum novarum, y más de un año después de la Gran Depresión, el Papa Pío XI publicó Quadragesimo anno, subtitulado "Sobre la reconstrucción del orden social". Publicada el 15 de mayo de 1931, esta encíclica ampliaba la Rerum novarum, destacando el efecto positivo del documento anterior, pero señalando que el mundo había cambiado significativamente desde la época de León.
A diferencia de León, que abordó principalmente la condición de los trabajadores, Pío XI se concentró en las implicaciones éticas del orden social y económico. Pidió la reconstrucción del orden social basado en el principio de solidaridad y  subsidiariedad. También señaló los grandes peligros para la libertad y la dignidad humanas, derivados tanto del capitalismo desenfrenado como del comunismo totalitario.
Pío XI reiteró la defensa de León de los derechos de propiedad privada y de la negociación colectiva, y repitió su afirmación de que las fuerzas económicas ciegas no pueden crear por sí solas una sociedad justa:

Así como la unidad de la sociedad humana no puede fundarse en una oposición de clases, tampoco la recta ordenación de la vida económica puede dejarse a la libre concurrencia de las fuerzas. Pues de esta fuente, como de un manantial envenenado, se han originado y propagado todos los errores de la enseñanza económica individualista. Destruyendo por olvido o ignorancia el carácter social y moral de la vida económica, ésta sostenía que la vida económica debía ser considerada y tratada como totalmente libre e independiente de la autoridad pública, porque en el mercado, es decir, en la libre lucha de los competidores, tendría un principio de autodirección que la gobernaría mucho más perfectamente que la intervención de cualquier intelecto creado. Pero la libre competencia, aunque justificada y ciertamente útil siempre que se mantenga dentro de ciertos límites, es evidente que no puede dirigir la vida económica ...

### Pío XII
La doctrina social del Papa Pío XII repite estas enseñanzas y las aplica con mayor detalle no sólo a los trabajadores y a los propietarios de capital, sino también a otras profesiones, como políticos, educadores, amas de casa, agricultores, contables, organizaciones internacionales y a todos los aspectos de la vida, incluido el ejército. Más allá de Pío XI, también definió enseñanzas sociales en los ámbitos de la medicina, la psicología, el deporte, la televisión, la ciencia, el derecho y la educación. No hay prácticamente ningún tema social que Pío XII no abordara y relacionara con la fe cristiana. Se le llamaba "el Papa de la tecnología", por su voluntad y capacidad para examinar las implicaciones sociales de los avances tecnológicos. La preocupación dominante era la continuidad de los derechos y la dignidad del individuo. Con el comienzo de la era espacial al final de su pontificado, Pío XII exploró las implicaciones sociales de la exploración espacial y los satélites en el tejido social de la humanidad, pidiendo un nuevo sentido de comunidad y solidaridad a la luz de las enseñanzas papales existentes sobre subsidiariedad.
La Iglesia católica desempeñó un papel destacado en la configuración del movimiento obrero estadounidense. En 1933, dos católicos estadounidenses, Dorothy Day y Peter Maurin, fundaron un nuevo grupo católico pacifista, el Trabajador Católico, que encarnaría sus ideales de pacifismo, compromiso con los pobres y cambio fundamental en la sociedad estadounidense. Durante años publicaron un periódico con el mismo nombre.

## Anticlericalismo
En América Latina, una sucesión de regímenes anticlerical llegó al poder a partir de la década de 1830. En las décadas de 1920 y 1930, la Iglesia católica fue objeto de una persecución sin precedentes en México, así como en Europa en España y la Unión Soviética. El Papa Pío XI llamó a esto el "triángulo terrible".
La "dura persecución que no llegó a la aniquilación total del clero, monjes y monjas y otras personas relacionadas con la Iglesia", comenzó en 1918 y continuó hasta bien entrada la década de 1930. La Guerra Civil en España comenzó en 1936, durante la cual miles de iglesias fueron destruidas, trece obispos y unos 6.832 clérigos y religiosos españoles fueron asesinados.
Tras las persecuciones eclesiásticas generalizadas en México, España y la Unión Soviética, Pío XI definió al comunismo como el principal adversario de la Iglesia católica en su encíclica Divini Redemptoris publicada el 19 de marzo de 1937. Culpó a las potencias y medios de comunicación occidentales de una "conspiración de silencio" con respecto a las persecuciones llevadas a cabo por las fuerzas comunistas, socialistas y fascistas.

### México
En México, la Ley Calles condujo finalmente a la "peor guerra de guerrillas de la historia de América Latina", la Guerra Cristera. Entre 1926 y 1934, más de 3000 sacerdotes fueron exiliados o asesinados. En un esfuerzo por demostrar que "Dios no defendería a la Iglesia", Calles ordenó profanaciones eclesiásticas en las que se burlaban de los servicios, se violaba a las monjas y se fusilaba a los sacerdotes capturados.
Calles fue finalmente depuesto. A pesar de la persecución, la Iglesia en México siguió creciendo. Según un censo de 2000, el 88% de los mexicanos se identifican como católicos.

### España
Durante la Guerra civil española, los republicanos y anarquistas españoles atacaron a sacerdotes y monjas como símbolos del conservadurismo, asesinando a un gran número de ellos, solamente por la fe que profesaban. La confiscación de propiedades de la Iglesia y las restricciones a las libertades religiosas de las personas han acompañado generalmente a las reformas gubernamentales de tendencia laicista y marxista.

### Unión Soviética
Preocupado por la persecución de cristianos en la Unión Soviética, Pío XI encomendó al nuncio de Berlín Eugenio Pacelli que trabajara en secreto en acuerdos diplomáticos entre el Vaticano y la Unión Soviética. Pacelli negoció envíos de alimentos para Rusia, y se reunió con representantes soviéticos, entre ellos el ministro de Asuntos Exteriores Georgi Chicherin, quien rechazó cualquier tipo de educación religiosa, o la ordenación de sacerdotes y obispos, pero ofreció acuerdos sin los puntos vitales para el Vaticano. A pesar del pesimismo vaticano y de la falta de progresos visibles, Pacelli continuó las negociaciones secretas. Pío XI ordenó interrumpirlas en 1927, porque no generaban ningún resultado y creía que serían peligrosas para la posición de la Iglesia, si se hacían públicas.
La dura persecución continuó hasta bien entrada la década de 1930. El gobierno soviético ejecutó y exilió a muchos clérigos, monjes y laicos, confiscó los utensilios de la Iglesia "para las víctimas del hambre" y cerró muchas iglesias. Sin embargo, según un informe oficial basado en el censo de 1936, alrededor del 55% de los ciudadanos soviéticos se identificaban abiertamente como religiosos, mientras que otros posiblemente ocultaban su creencia.

### En otros países

#### Europa del Este
Tras la Doctrina soviética sobre el ejercicio de la religión, los gobiernos comunistas de posguerra de Europa del Este restringieron severamente la libertad religiosa. Aunque algunos clérigos colaboraron con los regímenes comunistas durante sus décadas de poder, Desde finales de la década de 1980, se atribuye a la resistencia de la Iglesia y al liderazgo del papa Juan Pablo II el mérito de acelerar la caída en 1991 de los gobiernos comunistas en toda Europa.

#### China
La subida al poder de los comunistas en China de 1949 condujo a la expulsión de todos los misioneros extranjeros, "a menudo tras crueles y farsescos 'juicios públicos'"  En un esfuerzo por aislar aún más a los católicos chinos, el nuevo gobierno creó la  Iglesia Patriótica, cuyos obispos nombrados unilateralmente fueron rechazados inicialmente por Roma, pero posteriormente muchos fueron aceptados. La Revolución Cultural de la década de 1960 animó a bandas de adolescentes a eliminar todos los establecimientos religiosos y convertir a sus ocupantes en trabajadores. Cuando finalmente se reabrieron las iglesias chinas, permanecieron bajo el control de la Iglesia Patriótica del partido comunista, y muchos pastores y sacerdotes católicos siguieron siendo enviados a prisión por negarse a renunciar a la lealtad a Roma.

#### América Latina
La Argentina del general Juan Perón y la Cuba de Fidel Castro también practicaron un amplio anticlericalismo, confiscando propiedades católicas.
En 1954, bajo el régimen del general Juan Perón, Argentina fue testigo de una amplia destrucción de iglesias, denuncias de clérigos y confiscación de escuelas católicas cuando Perón intentó extender el control estatal sobre las instituciones nacionales. Cuba, bajo el ateo Fidel Castro, consiguió reducir la capacidad de trabajo de la Iglesia deportando al arzobispo y a 150 sacerdotes españoles, discriminando a los católicos en la vida pública y la educación y negándose a aceptarlos como miembros del Partido Comunista. La posterior huida de 300 000 personas de la isla también contribuyó a disminuir la Iglesia allí.

## Respuesta al autoritarismo
El autoritarismo o fascismo describe ciertos regímenes políticos afines en la Europa del siglo XX, especialmente la Alemania nazi de Hitler, la autoritaria Unión Soviética, la Italia fascista de Mussolini y la España falangista de Franco.
El Papa Pío XI era moderadamente escéptico respecto al fascismo italiano.
Para el Papa Pío XI, Dollfuss en Austria era el político ideal que realizaba el Quadragesimo anno.

### Alemania nazi
En la encíclica de 1937 Mit brennender Sorge, redactada por el futuro Papa Pío XII, El papa Pío XI advirtió a los católicos que el antisemitismo es incompatible con el cristianismo. Leído desde los púlpitos de todas las iglesias católicas alemanas, describía a Hitler como un profeta demente y arrogante y fue la primera denuncia oficial del nazismo realizada por cualquier organización importante. La persecución nazi de la Iglesia en Alemania comenzó entonces con una "represión abierta" y "procesamientos por etapas de monjes por homosexualidad, con la máxima publicidad". Cuando los obispos holandeses protestaron contra la deportación de judíos en los Países Bajos, los nazis respondieron con medidas aún más severas.
El 20 de julio de 1933, el Vaticano firmó un acuerdo con Alemania, el Reichskonkordat, en parte en un esfuerzo por detener la persecución nazi de las instituciones católicas. Cuando ésta se intensificó hasta incluir la violencia física, el papa Pío XI publicó en 1937 la encíclica Mit brennender Sorge' Redactada por el futuro Papa Pío XII y leída desde los púlpitos de todas las iglesias católicas alemanas, criticaba a Hitler, y condenó la persecución nazi y la ideología y ha sido caracterizado por los estudiosos como el "primer gran documento público oficial que se atrevió a confrontar y criticar al nazismo" y "una de las mayores condenas de este tipo jamás emitidas por el Vaticano.
Según Eamon Duffy, "El impacto de la encíclica fue inmenso" y los "enfurecidos" nazis aumentaron su persecución de los católicos y de la Iglesia iniciando una "larga serie" de persecución del clero y otras medidas. Pío XI advirtió más tarde que el antisemitismo es incompatible con el cristianismo.
A pesar de varias condenas de las atrocidades cometidas durante la Segunda Guerra Mundial, el papa Pío XII ha sido criticado por no haberse pronunciado explícitamente contra el Holocausto. Aunque nunca se defendió de tales críticas, hay pruebas de que optó por mantener circunspectos sus pronunciamientos públicos mientras actuaba de forma encubierta para ayudar a los judíos que buscaban refugio del Holocausto. Aunque el gobierno británico y el gobierno polaco en el exilio exhortaron a Pío XII a condenar directamente las atrocidades nazis, se negó a hacerlo por temor a que tales pronunciamientos sólo instigaran una mayor persecución por parte de los nazis. Estos sentimientos se basaban en las opiniones que le habían expresado obispos de Alemania y Polonia. Cuando los obispos holandeses protestaron contra la deportación de judíos en tiempos de guerra, los nazis respondieron incrementando las deportaciones acorralando a 92 conversos, entre ellos Edith Stein, que fueron deportados y asesinados."La brutalidad de las represalias causó una enorme impresión en Pío XII. " En Polonia, los nazis asesinaron a más de 2500 monjes y sacerdotes y aún más fueron encarcelados. En la Unión Soviética, se produjo una persecución aún más severa.
Después de la guerra, los esfuerzos de Pío XII por proteger a su pueblo fueron reconocidos por judíos prominentes, entre ellos Albert Einstein y el rabino Isaac Herzog. David Dalin cita estos homenajes como reconocimiento a la labor de la Santa Sede en la salvación de cientos de miles de judíos" Sin embargo, la Iglesia también ha sido acusada por algunos de fomentar siglos de antisemitismo y el propio Pío de no hacer lo suficiente para detener las atrocidades nazis. Destacados miembros de la comunidad judía han contradicho estas críticas. El historiador israelí Pinchas Lapide entrevistó a supervivientes de la guerra y llegó a la conclusión de que Pío XII "fue decisivo para salvar al menos a 700 000, pero probablemente hasta 860 000 judíos de una muerte segura a manos de los nazis". Algunos historiadores discuten esta estimación mientras que otros consideran que la obra de Pinchas Lapide es "el trabajo definitivo de un erudito judío" sobre el holocausto. Aun así, en el año 2000 el papa Juan Pablo II en nombre de todo el pueblo, pidió perdón a los judíos insertando una oración en el Muro de las Lamentaciones que decía "Estamos profundamente entristecidos por el comportamiento de aquellos que en el curso de la historia han hecho sufrir a los hijos de Dios, y pidiéndoos perdón, deseamos comprometernos en una auténtica fraternidad con el pueblo de la Alianza. " Esta disculpa papal, una de las muchas emitidas por el Papa Juan Pablo II por los fallos humanos y de la Iglesia en el pasado a lo largo de la historia, fue especialmente significativa porque Juan Pablo II hizo hincapié en la culpabilidad de la Iglesia por el antisemitismo y en la condena del mismo por parte del Concilio Vaticano II. La carta papal Recordamos: Una reflexión sobre la Shoah, instaba a los católicos a arrepentirse "de los errores e infidelidades del pasado" y a "renovar la conciencia de las raíces hebreas de su fe".
.

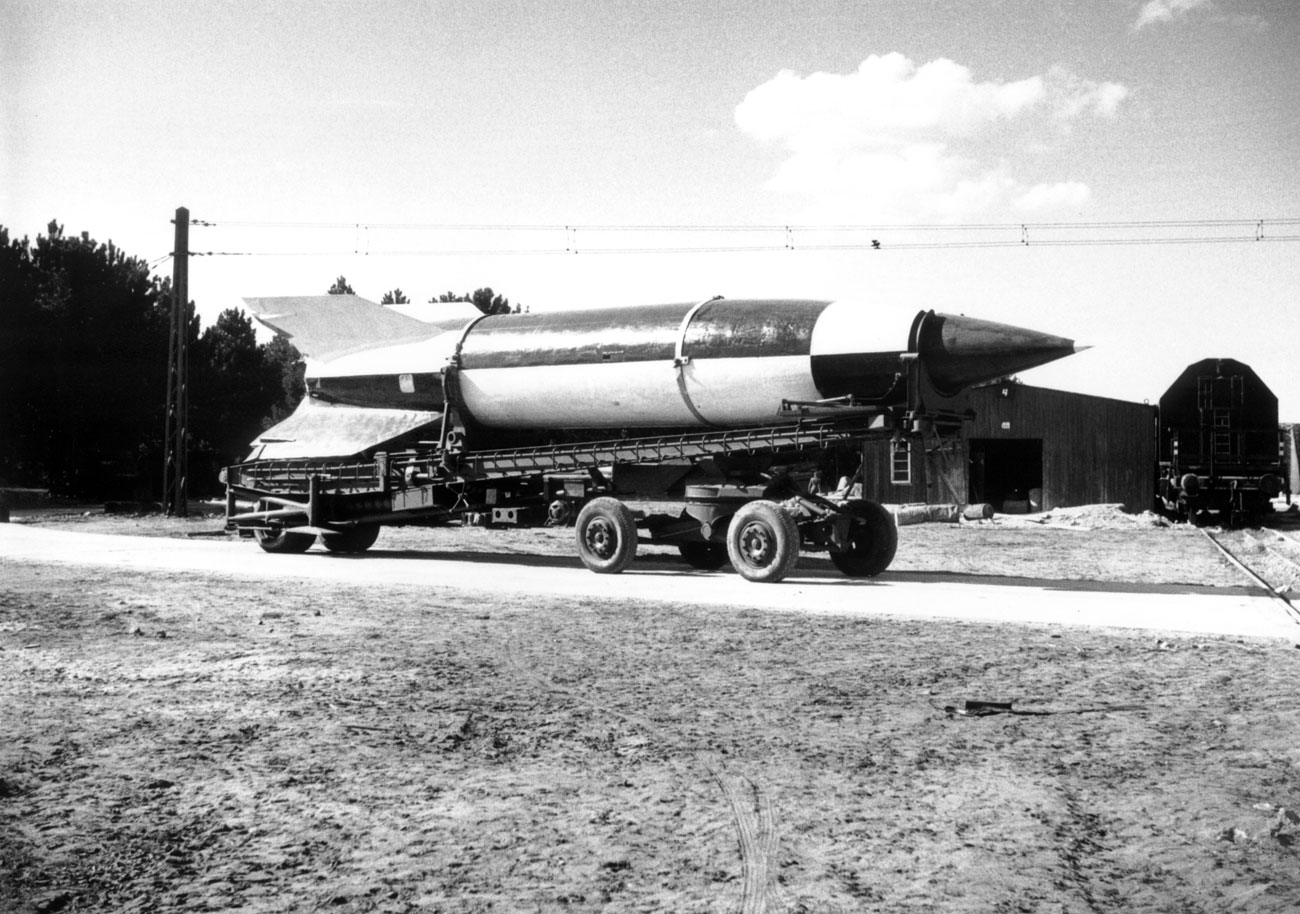
Aunque la Iglesia es muy criticada por haber hecho muy poco contra el Holocausto, la guerra y los nazis, grupos individuales de resistencia católica, como el dirigido por el sacerdote Heinrich Maier, ayudaron a los aliados a luchar contra la V-2, fabricada por prisioneros de campos de concentración

En Austria, desde 1938 parte de la Alemania nazi, en particular, la resistencia católica contra el nacionalsocialismo fue activa desde muy pronto. Muchos de los grupos de la resistencia católica eran leales a la Casa de los Habsburgo, lo que atrajo sobre ellos la ira particular del régimen nazi. Los grupos querían, por un lado, como los que rodeaban al monje agustino Roman Karl Scholz o Jakob Gapp, Otto Neururer, Franz Reinisch, Carl Lampert, Maria Restituta Kafka y Johann Gruber, informar a la población sobre los crímenes nazis y, por otro, emprender una acción activa y contundente contra el sistema nazi. El grupo en torno al sacerdote Heinrich Maier (CASSIA - Grupo Maier-Messner) logró redirigir los centros de producción de V-1, cohete V-2s, Tigres, Messerschmitt Bf 109, Messerschmitt Me 163 Komet y otros aviones hacia los Aliados para que pudieran bombardear con mayor precisión y la guerra terminara más rápido. Maier y su gente estaban en contacto con Allen Dulles, el jefe de la OSS en Suiza desde 1942. El grupo le informó también sobre el asesinato masivo en Auschwitz. La Gestapo desenmascaró al grupo de resistencia y la mayoría de sus miembros, incluido Maier, fueron gravemente torturados y asesinados.
En Polonia, los nazis asesinaron a más de 2500 monjes y sacerdotes, mientras que un número aún mayor fue enviado a campos de concentración. En el Priester-Block (barracón de los sacerdotes) del campo de concentración de Dachau figuran 2600 sacerdotes católicos. Stalin llevó a cabo una persecución aún más severa casi al mismo tiempo. Tras la Segunda Guerra Mundial historiadores como David Kertzer acusaron a la Iglesia de fomentar siglos de antisemitismo, y al papa Pío XII de no hacer lo suficiente para detener las atrocidades nazis.
Destacados miembros de la comunidad judía, como Golda Meir, Albert Einstein, Moshe Sharett y el rabino Isaac Herzog contradijeron las críticas y hablaron bien de los esfuerzos de Pío por proteger a los judíos, mientras que otros como el rabino David G. Dalin señaló que "cientos de miles" de judíos fueron salvados por la Iglesia.
Al respecto, el historiador Derek Holmes escribió: "No hay duda de que los distritos católicos, resistieron la atracción del nacionalsocialismo nazismo mucho mejor que los protestantes." El Papa Pío XI declaró -Mit brennender Sorge - que los gobiernos fascistas habían ocultado "intenciones paganas" y expresó la irreconciliabilidad de la posición católica y el culto totalitario fascista al Estado, que situaba a la nación por encima de Dios y de los derechos humanos fundamentales y la dignidad.  Su declaración de que "espiritualmente, [los cristianos] son todos semitas" llevó a los nazis a otorgarle el título de "Gran Rabino del Mundo Cristiano".
Los sacerdotes católicos fueron ejecutados en campos de concentración junto con los judíos; por ejemplo, 2600 sacerdotes católicos fueron encarcelados en Dachau, y 2000 de ellos fueron ejecutados.  Otros 2700 sacerdotes polacos fueron ejecutados (una cuarta parte de todos los sacerdotes polacos), y 5350 monjas polacas fueron desplazadas, encarceladas o ejecutadas. Muchos laicos y clérigos católicos desempeñaron papeles notables en la acogida de judíos durante el Holocausto, entre ellos el papa Pío XII (1876-1958).  El rabino jefe de Roma se hizo católico en 1945 y, en honor a las acciones emprendidas por el Papa para salvar vidas judías, adoptó el nombre de Eugenio (el nombre de pila del Papa). Un antiguo cónsul israelí en Italia afirmó: "La Iglesia católica salvó más vidas judías durante la guerra que todas las demás iglesias, instituciones religiosas y organizaciones de rescate juntas".

### Estado independiente de Croacia
En la Yugoslavia desmembrada, la Iglesia favoreció al régimen fascista Ustaše católico  croata instalado por los nazis debido a su ideología anticomunista y por la posibilidad de restablecer la influencia católica en la región tras la disolución de Austria-Hungría. Pío XII apoyó durante mucho tiempo el nacionalismo croata; organizó una peregrinación nacional a Roma en noviembre de 1939 por la causa de la canonización de Nikola Tavelić, y en gran medida "confirmó la percepción ustachista de la historia", escribe John Cornwell. La Iglesia, sin embargo, no reconoció formalmente el Estado Independiente de Croacia (NDH).
A pesar de estar informada del genocidio del régimen contra serbios ortodoxos, judíos y otros no croatas, la Iglesia no se pronunció públicamente en contra, prefiriendo ejercer presión a través de la diplomacia. Al evaluar la postura del Vaticano, el historiador Jozo Tomasevich escribe que "parece que la Iglesia católica apoyó plenamente al régimen [de los Ustaše] y sus políticas" 
Tras la guerra, muchos Ustaše huyeron del país con la ayuda del padre Krunoslav Draganović, secretario del Pontificio Colegio Croata de San Jerónimo en Roma. Pío XII protegió al dictador Ante Pavelić tras la Segunda Guerra Mundial, le dio "refugio en las propiedades del Vaticano en Roma" y le ayudó en su huida a Sudamérica; Pavelić y Pío XII compartían el objetivo de un Estado católico en los Balcanes y estaban unidos en su oposición a la naciente Estado comunista bajo Tito.

## América Latina
Sudamérica, históricamente católica, ha experimentado una gran infusión evangélica y pentecostal en el siglo XX debido a la afluencia de misioneros cristianos del extranjero.  Por ejemplo: Brasil, el país más grande de Sudamérica, es el país católico más grande del mundo, y al mismo tiempo es el país evangélico más grande del mundo. (basado en la población).  Algunas de las mayores congregaciones cristianas del mundo se encuentran en Brasil.

## China
En 1939, el Papa Pío XII, a las pocas semanas de su coronación, revirtió la política vaticana de 250 años y permitió a los católicos practicar el confucianismo. La Iglesia comenzó a florecer de nuevo con veinte nuevas archidiócesis, setenta y nueve diócesis y treinta y ocho prefectos apostólicos, pero sólo hasta 1949, cuando la revolución comunista se apoderó del país.

## Concilio Vaticano II
Un acontecimiento importante del Concilio Vaticano II, conocido como Vaticano II, fue la emisión por parte del papa Pablo VI y el  Patriarca ortodoxo Atenágoras de una expresión conjunta de arrepentimiento por muchas de las acciones pasadas que habían conducido al Gran Cisma entre las iglesias occidental y oriental, expresada como la Declaración conjunta católico-ortodoxa de 1965. Al mismo tiempo, levantaron las excomuniones mutuas que databan del siglo XI.
La Iglesia católica emprendió un amplio proceso de reforma tras el Concilio Vaticano II (1962-65). Concebido como una continuación del Vaticano I, bajo el mandato del papa Juan XXIII el concilio se convirtió en un motor de modernización. Se encargó de aclarar las enseñanzas históricas de la Iglesia a un mundo moderno, y se pronunció sobre temas como la naturaleza de la Iglesia, la misión de los laicos y la libertad religiosa. El concilio aprobó una revisión de la liturgia y permitió que los  ritos litúrgicos latinos utilizaran lenguas vernáculas además del latín durante la misa y otros sacramentos. Los esfuerzos de la Iglesia por mejorar el Unidad cristiana se convirtieron en una prioridad. Además de encontrar puntos en común en ciertos temas con las iglesias protestantes, la Iglesia católica ha discutido la posibilidad de unidad con la Iglesia ortodoxa oriental.
El 11 de octubre de 1962, el Papa Juan XXIII inauguró el Concilio Vaticano II, el 21.º concilio ecuménico de la Iglesia católica. El concilio fue de naturaleza "pastoral", enfatizando y clarificando el dogma ya definido, revisando las prácticas litúrgicas y proporcionando orientación para articular las enseñanzas tradicionales de la Iglesia en los tiempos contemporáneos. El concilio es quizás más conocido por sus instrucciones de que la Misa puede celebrarse tanto en lengua vernácula como en latín.
En el Concilio Vaticano II (1962-1965) resurgió el debate sobre la primacía y la autoridad papales[cita requerida], y en la Constitución Dogmática sobre la Iglesia Lumen gentium, se profundizó en la doctrina de la Iglesia católica sobre la autoridad del Papa, los obispos y los concilios.  El Vaticano II trató de corregir el desequilibrio eclesiológico dejado por el Vaticano I. El resultado es el conjunto de enseñanzas sobre el papado y el episcopado contenidas en la Constitución Dogmática sobre la Iglesia, Lumen gentium.
El Vaticano II reafirmó todo lo que el Vaticano I enseñó sobre la primacía papal y la infalibilidad, pero añadió puntos importantes sobre los obispos. Los obispos, dice, no son "vicarios del Romano Pontífice". Más bien, en el gobierno de sus iglesias locales son "vicarios y legados de Cristo". Juntos, forman un cuerpo, un "colegio", cuya cabeza es el Papa. Este colegio episcopal es responsable del bienestar de la Iglesia Universal. He aquí, en pocas palabras, los elementos básicos de la tan debatida eclesiología communio del concilio, que afirma la importancia de las iglesias locales y la doctrina de la colegialidad.
En un pasaje clave sobre la colegialidad, el Vaticano II enseña: "El orden de los obispos es el sucesor del colegio de los apóstoles en su función de maestros y pastores, y en él se perpetúa el colegio apostólico. Junto con su cabeza, el Sumo Pontífice, y nunca separados de él, tienen autoridad suprema y plena sobre la Iglesia Universal; pero este poder no puede ejercerse sin el acuerdo del Romano Pontífice". Gran parte de la discusión actual sobre la primacía papal se ocupa de explorar las implicaciones de este pasaje.
El capítulo 3 de la constitución dogmática sobre la Iglesia del Concilio Vaticano I (Pastor aeternus) es el principal documento del Magisterio sobre el contenido y la naturaleza de la potestad primordial del romano pontífice. El capítulo 4 desarrolla y define una característica particular de esta potestad primordial, a saber, la suprema autoridad docente del Papa, es decir, que cuando el Papa habla ex cathedra enseña infaliblemente la doctrina de la fe.

### Reformas
Los cambios en los antiguos ritos y ceremonias tras el Concilio Vaticano II produjeron diversas reacciones. Algunos dejaron de ir a misa, mientras que otros intentaron preservar la antigua liturgia con la ayuda de sacerdotes simpatizantes. Éstos formaron la base de los actuales grupos Católicos Tradicionalistas, que creen que las reformas del Vaticano II han ido demasiado lejos. Liberal Los católicos forman otro grupo disidente que considera que las reformas del Vaticano II no fueron lo suficientemente lejos. Las opiniones liberales de teólogos como Hans Küng y Charles Curran, llevaron a la Iglesia a retirarles la autorización para enseñar como católicos. Según el profesor Thomas Bokenkotter, la mayoría de los católicos "aceptaron los cambios con más o menos gracia". En 2007, Benedicto XVI restableció la antigua misa como una opción, que se celebraría a petición de los fieles.
Un nuevo Codex Juris Canonici - Derecho Canónico pedido por Juan XXIII, fue promulgado por el Papa Juan Pablo II el 25 de enero de 1983. Incluye numerosas reformas y modificaciones del derecho y la disciplina eclesiásticos para la Iglesia latina. Sustituyó a la versión de 1917 promulgada por Benedicto XV.
La Iglesia católica inició un amplio proceso de reforma con el papa Juan XXIII. Concebido como una continuación del Concilio Vaticano I, el Concilio Vaticano II (1962-1965), se convirtió en un motor de modernización, pronunciándose sobre la libertad religiosa, la naturaleza de la Iglesia y la misión de los laicos. El papel de los obispos de la Iglesia adquirió un nuevo relieve, sobre todo cuando se les veía colectivamente, como un colegio que ha sucedido al de los Apóstoles en la enseñanza y el gobierno de la Iglesia. Este colegio no existe sin su cabeza, el sucesor de San Pedro.  También permitió que los  ritos litúrgicos latinos utilizaran lenguas vernáculas además del latín durante la misa y otros sacramentos. Unidad cristiana se convirtió en una mayor prioridad. Además de encontrar más puntos en común con las Iglesias protestantes, la Iglesia católica ha reabierto las conversaciones sobre la posibilidad de unidad con las Iglesias ortodoxas orientales.

## Modernismo y Teología de la Liberación
En la década de 1960, la creciente conciencia social y politización de la Iglesia en América Latina dio origen a la teología de la liberación. El sacerdote peruano  Gustavo Gutiérrez se convirtió en uno de los principales teóricos y, en 1979, la conferencia episcopal de México declaró oficialmente la "opción preferencial por los pobres" de la Iglesia latinoamericana. El arzobispo Óscar Romero, partidario del movimiento, se convirtió en el mártir contemporáneo más famoso de la región en 1980, cuando fue asesinado por fuerzas aliadas del gobierno de El Salvador mientras oficiaba misa. Tanto el Papa Juan Pablo II como el Papa Benedicto XVI (como cardenal Ratzinger) denunciaron el movimiento. El sacerdote-teólogo brasileño Leonardo Boff fue condenado en dos ocasiones a dejar de publicar y enseñar. El Papa Juan Pablo II fue criticado por su severidad con los defensores del movimiento, pero mantuvo que la Iglesia, en sus esfuerzos por defender a los pobres, no debía hacerlo abogando por la violencia o participando en política partidista. El movimiento sigue vivo hoy en América Latina, aunque la Iglesia se enfrenta ahora al reto del resurgimiento pentecostal en gran parte de la región.

## Sexualidad y cuestiones de género
La revolución sexual de los años sesenta planteó problemas a la Iglesia. La encíclica Humanae vitae' de 1968 del papa Pablo VI reafirmó la visión tradicional de la Iglesia Católica sobre el matrimonio y las relaciones conyugales y afirmó la prohibición continuada de la anticoncepción artificial.  Además, la encíclica reafirmaba la santidad de la vida desde la concepción hasta la muerte natural y seguía condenando el aborto y la eutanasia como pecados graves equivalentes al asesinato.

### Ordenación de las mujeres
Los esfuerzos por llevar a la Iglesia a considerar la ordenación de mujeres llevaron al Papa Juan Pablo II a publicar dos documentos para explicar la doctrina de la Iglesia. Mulieris Dignitatem se publicó en 1988 para aclarar el papel igualmente importante y complementario de la mujer en la labor de la Iglesia. Luego, en 1994, Ordinatio Sacerdotalis explicó que la Iglesia extiende la ordenación sólo a los hombres para seguir el ejemplo de Jesús, que eligió sólo a hombres para este deber específico.

### Humanae vitae
La revolución sexual de la década de 1960 precipitó la encíclica del Papa Pablo VI de 1968 Humanae Vitae (Sobre la vida humana), que rechazaba el uso de la anticoncepción, incluida la esterilización, alegando que atentan contra la relación íntima y el orden moral de marido y mujer al oponerse directamente a la voluntad de Dios. Aprobó la Planificación familiar natural como un medio legítimo para limitar el tamaño de la familia. El aborto fue condenado por la Iglesia ya en el siglo I, de nuevo en el siglo XIV y de nuevo en 1995 con la encíclica del papa Juan Pablo II Evangelium Vitae (Evangelio de la vida). Esta encíclica condenaba la "cultura de la muerte" que el Papa utilizaba a menudo para describir la aceptación social de la anticoncepción, el aborto, la eutanasia, el suicidio, la pena capital y el genocidio. El rechazo de la Iglesia al uso de preservativos ha provocado críticas, especialmente en relación con países donde la incidencia del sida y el VIH ha alcanzado proporciones epidémicas. La Iglesia sostiene que en países como Kenia y Uganda, donde se fomentan cambios de comportamiento junto al uso del preservativo, se ha avanzado más en el control de la enfermedad que en aquellos países que sólo promueven el preservativo. Las  feministas no estaban de acuerdo con estas y otras enseñanzas de la Iglesia y colaboraron con una coalición de monjas estadounidenses para que la Iglesia considerara la ordenación de mujeres. Afirmaron que muchos de los principales documentos de la Iglesia estaban supuestamente llenos de prejuicios antifemeninos y se llevaron a cabo varios estudios para descubrir cómo se desarrollaron estos supuestos prejuicios al considerarlos contrarios a la apertura de Jesús. Estos acontecimientos llevaron al Papa Juan Pablo II a publicar la encíclica de 1988 Mulieris Dignitatem (Sobre la dignidad de la mujer), que declaraba que las mujeres tenían un papel diferente, aunque igualmente importante, en la Iglesia. En 1994, la encíclica Ordinatio sacerdotalis (Sobre la ordenación sacerdotal) explicaba además que la Iglesia sigue el ejemplo de Jesús, que eligió sólo a hombres para el deber sacerdotal específico.

## Respuesta moderna al protestantismo
Hasta bien entrado el siglo XX, los católicos -aunque ya no recurrían a la persecución- seguían definiendo a los protestantes como herejes. Así, Hilaire Belloc -en su época uno de los oradores más conspicuos del catolicismo en Gran Bretaña- hablaba sin tapujos de la "herejía protestante". También definió el islam como "una herejía cristiana", basándose en que los musulmanes aceptan muchos de los principios del cristianismo pero niegan la divinidad de Jesús (véase Hilaire Belloc#Sobre el islam).
En la segunda mitad del siglo, y especialmente a raíz del Concilio Vaticano II, la Iglesia católica, en un espíritu ecuménico, dejó de referirse al protestantismo como una herejía, aunque las enseñanzas del protestantismo sean heréticas desde una perspectiva católica. El uso moderno favorece referirse a los protestantes como "hermanos separados" en lugar de "herejes". Este último término se aplica ocasionalmente a los católicos que abandonan su Iglesia para unirse a una confesión protestante. Muchos católicos consideran que la mayoría de los protestantes son herejes materiales más que formales, y por tanto no culpables.
Entre las doctrinas del protestantismo que la Iglesia católica considera heréticas se encuentran las creencias de que: la Biblia es la única fuente y regla de fe ("sola scriptura"), sólo la fe puede conducir a la salvación ("sola fide"), y no se alcanza el sacerdocio sacramental y ministerial por ordenación, sino que existe un sacerdocio universal de todos los creyentes.

## Diálogo católico-ortodoxo
El ecumenismo se refiere ampliamente a los movimientos entre grupos cristianos para establecer un grado de unidad a través del diálogo. Ecumenismo deriva de Griego οἰκουμένη (oikoumene), que significa "el mundo habitado", pero más figuradamente algo así como "unidad universal". El movimiento puede distinguirse en católico y protestante, caracterizándose este último por una eclesiología redefinida de "confesionalismo" (que la Iglesia católica, entre otras, rechaza).
A lo largo del último siglo, se han llevado a cabo diversas iniciativas para reconciliar el cisma entre la Iglesia católica y las iglesias ortodoxas orientales.  Aunque se han hecho progresos, las preocupaciones sobre la primacía papal y la independencia de las iglesias ortodoxas más pequeñas han bloqueado la resolución final del cisma.
Algunas de las cuestiones más difíciles en las relaciones con las antiguas Iglesias orientales se refieren a alguna doctrina (por ejemplo. Filioque, Escolasticismo, fines funcionales del ascetismo, la distinción esencia de Dios, Hesychasm, Cuarta Cruzada, establecimiento del Imperio Latino, Uniatismo, por citar sólo algunas), así como a cuestiones prácticas, como el ejercicio concreto de la reivindicación de la primacía papal y la forma de garantizar que la unión eclesiástica no diera lugar a la absorción de las Iglesias más pequeñas por el componente latino de la Iglesia católica, mucho mayor (la confesión religiosa más numerosa del mundo). Ambas partes querían evitar la asfixia o el abandono del rico patrimonio teológico, litúrgico y cultural de las otras Iglesias.
En cuanto a las relaciones católicas con las comunidades protestantes, se crearon algunas comisiones para fomentar el diálogo, y se han publicado documentos que abordan puntos de unidad doctrinal, como la Declaración conjunta sobre la doctrina de la justificación elaborada con la Federación Luterana Mundial en 1999.

### Comisión Teológica Conjunta
La Comisión Internacional Conjunta para el Diálogo Teológico entre la Iglesia Católica y la Iglesia Ortodoxa se reunió por primera vez en Rodas en 1980.

### Otros pasos hacia la reconciliación
En junio de 1995, el Patriarca Bartolomé I, elegido 273.º Patriarca Ecuménico de Constantinopla en octubre de 1991, visitó la Vaticano por primera vez, cuando se unió a la histórica jornada interreligiosa de oración por la paz en Asís. El Papa Juan Pablo II y el Patriarca declararon explícitamente su mutuo "deseo de relegar al olvido las excomuniones del pasado y emprender el camino para restablecer la plena comunión".
En mayo de 1999, Juan Pablo II viajó a Rumanía: el primer papa desde el Gran Cisma que visitaba un país ortodoxo oriental. Al saludar a Juan Pablo II, el patriarca rumano Teoctist declaró: "El segundo milenio de la historia cristiana comenzó con una dolorosa herida a la unidad de la Iglesia; el final de este milenio ha visto un compromiso real para restaurar la unidad de los cristianos." El Papa Juan Pablo II visitó otras zonas fuertemente ortodoxas, como Ucrania, a pesar de la falta de acogida en ocasiones. Afirmó que sanar las divisiones entre el cristianismo occidental y el oriental era uno de sus mayores deseos.